# Usina São Manoel
A Usina Açucareira São Manoel mais conhecida como Usina São Manoel, está situada no município de São Manuel interior de São Paulo, sendo referência no setor sucroalcooleiro, produz atualmente cerca de 180 mil toneladas de açúcar, 160 milhões de litros de álcool e duas mil toneladas de levedura por ano.
Fundada em 1949, a Usina São Manoel produziu em sua primeira safra 1517 toneladas de açúcar e 15 m³ de álcool.
Atualmente a São Manoel é uma empresa de ponta no complexo agroindustrial canavieiro e caminha para o processamento de 3,6 milhões de toneladas de cana-de-açúcar por ano.

## Ligações Externas
Site Oficial